# Ölands södra grund
Ölands södra grund eller Ölands rev ligger cirka 12 distansminuter sydost om Ölands södra udde. Ölands södra grund är både en bottenfast kassunfyr och grundet på vilket fyren står. Kartografen och tjänstemannen vid Sjöfartsverket Anders Ahlmark tjänstgjorde på fyren i september 1979 och blev i pressen kallad "Fången på fyren" eftersom han tvångsförflyttades till verkets fyrverkstad efter att ha gått till media om orsakerna till Tsesisolyckan.